# ميخائيل هاندلر روبي
ميخائيل هاندلر روبي (بالإنجليزية: Michael Handler Ruby)‏ هو شاعر أمريكي، ولد في 19 سبتمبر 1957 في أورانج ‏ في الولايات المتحدة.